# روی جنکینز
روی جنکینز (انگلیسی: Roy Jenkins; زاده ۱۱ نوامبر ۱۹۲۰ – درگذشته ۵ ژانویهٔ ۲۰۰۳) سیاست‌مدار اهل بریتانیا بود.
وی همچنین برندهٔ جوایزی همچون نشان مریت شده‌است.